# Song 2
〈Song 2〉는 영국의 록 밴드 블러의 곡이다. 이 노래는 자칭 다섯 번째 음반에 수록된 두 번째 곡이다. 1997년 4월에 발매된 〈Song 2〉는 영국 싱글 차트 2위, 호주 ARIA 차트 4위, 미국 《빌보드》 얼터너티브 송 6위에 올랐다.
1997년 MTV 비디오 뮤직 어워드에서 〈Song 2〉는 최우수 그룹 비디오와 최우수 얼터너티브 비디오 후보에 올랐다. 1998년 브릿 어워드에서 이 곡은 영국 최우수 싱글과 영국 최우수 비디오상 후보에 올랐다. 1998년, BBC 라디오 1 청취자들은 〈Song 2〉를 역대 15번째로 최고의 트랙으로 뽑았다. 2011년, 《NME》는 "지난 15년간 150개의 최고 트랙" 목록에 79위를 차지했다.

## 배경
그레이엄 콕슨에 따르면, 〈Song 2〉는 레코드 회사에 대한 농담이 될 의도였다고 한다. 데이먼 알반은 그 노래의 어쿠스틱 데모를 녹음했는데, 그것은 더 느렸지만 그 노래의 독특한 "woo-hoo" 코러스를 휘파람 형태로 선보였다. 그리고 나서 콕슨은 그들이 속도를 높여 노래를 크게 연주할 것을 제안했고, 콕슨은 일부러 아마추어 같은 기타 소리를 추구했다. 거기서부터, 콕슨은 음반 회사에게 "레이블을 날려버리기 위해..." 싱글로 이 노래를 발매하고 싶다고 말하라고 말했다. 콕슨의 놀랍게도, 레코드 회사 임원들은 긍정적인 반응을 보였다. 이 밴드가 이 노래의 상업적 매력에 대해 알고 있느냐는 질문에 콕슨은 "우리는 이 곡이 너무 극단적이라고 생각했을 뿐"이라고 대답했다.
이 트랙은 원래 트랙리스트에서 슬롯을 나타내는 작업 타이틀로 〈Song 2〉라는 별명이 붙었지만, 이름이 붙지 않았다. 이 노래는 2분 2초 길이의 곡으로 2개의 구절, 2개의 합창, 그리고 왜곡된 베이스가 들어오면서 "woo-hoo!"라고 외치는 알반의 모습을 담은 후크가 있다. 이 곡은 블러의 자칭 음반에 수록된 두 번째 곡이자 《Blur: The Best Of》는 전 음반에서 발매된 두 번째 싱글이다. 일부 작가들은 이 노래가 그런지 장르를 패러디하기 위한 것이라고 말한 반면, 다른 작가들은 그것이 라디오 히트곡과 펑크 록 코러스를 가진 음악 산업을 패러디한 것이라고 말한다.

## 반응
영국에서, 〈Song 2〉는 블러의 차트 1위 싱글 〈Beetlebum〉의 성공을 바탕으로 차트에서 2위에 올랐다. 그것은 또한 미국의 라디오 방송국들에서도 인기가 있었다. 결과적으로, 그것은 핫 100 에어플레이 차트에서 55위, 《빌보드》의 모던 록 트랙 차트에서 6위, 26주 동안 그리고 메인스트림 록 트랙 차트에서 25위에 머물렀다. 그것은 또한 호주에서 1997년 트리플 J의 가장 핫한 100에서 2위를 차지했다. 그 노래는 블러의 이전 스타일을 전형적으로 보여준다. 그 노래의 도입부는 그레이엄 콕슨의 "가장 좋은 순간"이라고 불렸다. 《NME》는 〈Song 2〉를 1997년 올해의 20대 싱글 목록에서 2위로 선정했다.

## 뮤직 비디오
이 노래의 뮤직 비디오는 소피 뮬러가 감독을 맡았고, 그것은 그 밴드가 큰 앰프를 뒤에 두고 작고 외딴 방에서 연주하는 모습을 담고 있다. 합창 동안, 노래의 음량은 밴드 멤버들을 벽과 땅에 충돌하게 한다. 사용된 세트는 사전 돌파 싱글 〈Popscene〉을 위해 비디오의 그것에서 모델링되었다.

## 라이브 퍼포먼스
마이 케미컬 로맨스는 BBC 라디오 1에서 그 노래를 연주했다. 이 커버는 나중에 2006년 10월 11일에 발매된 음반 《Radio 1's Live Lounge》에 실렸다.
2018년 10월 20일, 데몬 데이즈 페스트 LA에서, 데이먼 알반의 다른 잘 알려진 밴드 고릴라즈는 친숙한 《Song 2》 테마를 연주했지만, 더브/펑크 요소를 가진 독특한 고릴라즈 스타일로 연주했다. 아직 관객들에게 인지도가 높아지고 있는 동안, 그레이엄 콕슨은 고릴라즈와 함께 무대에 올라 고릴라즈와 함께 열광적인 리셉션을 위한 클래식 편곡을 공연하기 전에 원래의 리프에 착수했다.

## 곡 목록
모든 곡들은 데이먼 알반, 그레이엄 콕슨, 알렉스 제임스, 데이브 론트리에 의해 작사/작곡하였다.
| 퍼플 7인치 1. "Song 2" – 2:02 2. "Get Out of Cities" – 4:02 CD 1 1. "Song 2" – 2:02 2. "Get Out of Cities" – 4:02 3. "Polished Stone" – 2:42 CD 2 1. "Song 2" – 2:02 2. "Bustin' + Dronin'" – 6:13 3. "Country Sad Ballad Man (live acoustic)" – 4:59 국제적 CD 1. "Song 2" – 2:02 2. "Get Out of Cities" – 4:02 3. "Polished Stone" – 2:42 4. "Bustin' + Dronin'" – 6:13 | 일본 투어 CD 1. "Song 2" – 2:02 2. "Get Out of Cities" – 4:02 3. "Polished Stone" – 2:42 4. "Bustin' + Dronin'" – 6:13 5. "Beetlebum (Mario Caldato Jr. mix)" – 5:07 6. "Beetlebum (instrumental)" – 5:07 7. "Country Sad Ballad Man (live acoustic)" – 4:59 8. "On Your Own (live acoustic)" – 4:26 2012년 브릿 어워드 1. "Girls & Boys" (live from the BRITs) – 4:43 2. "Song 2" (live from the BRITs) – 2:15 3. "Parklife" (featuring Phil Daniels) (live from the BRITs) – 2:52 |

## 인증
| 국가                                                            | 인증     | 판매량/출하량 |
| --------------------------------------------------------------- | -------- | ------------- |
| 오스트레일리아 (ARIA)                                           | 골드     | 35,000^       |
| 이탈리아 (FIMI)                                                 | 플래티넘 | 50,000        |
| 영국 (BPI)                                                      | 플래티넘 | 600,000       |
| ^출하량을 기반으로 한 인증 · 판매량+스트리밍을 기반으로 한 인증 |          |               |